# Trans-Dichlorobis(ethylendiamin)cobalt(III)-chlorid
trans-Dichlorobis(ethylendiamin)cobalt(III)-chlorid ist eine Verbindung des Cobalts mit der Summenformel [CoCl2(C2H8N2)2]Cl. Die dunkelgrün glänzenden Kristalle sind diamagnetisch und gut in Wasser löslich.

## Synthese
trans-Dichlorobis(ethylendiamin)cobalt(III)-chlorid lässt sich durch Versetzen von Cobalt(II)-chlorid mit Ethylendiamin unter Lufteinleitung und anschließender Umsetzung mit konzentrierter Salzsäure gewinnen.
{\displaystyle {\ce {4 CoCl2 + 8 C2H8N2 + 4 HCl + O2 -> 4 [CoCl2(C2H8N2)2]Cl + 2 H2O}}}
Das Produkt enthält Salzsäure, die durch Eindampfen aus der Lösung entfernt wird.

## Eigenschaften

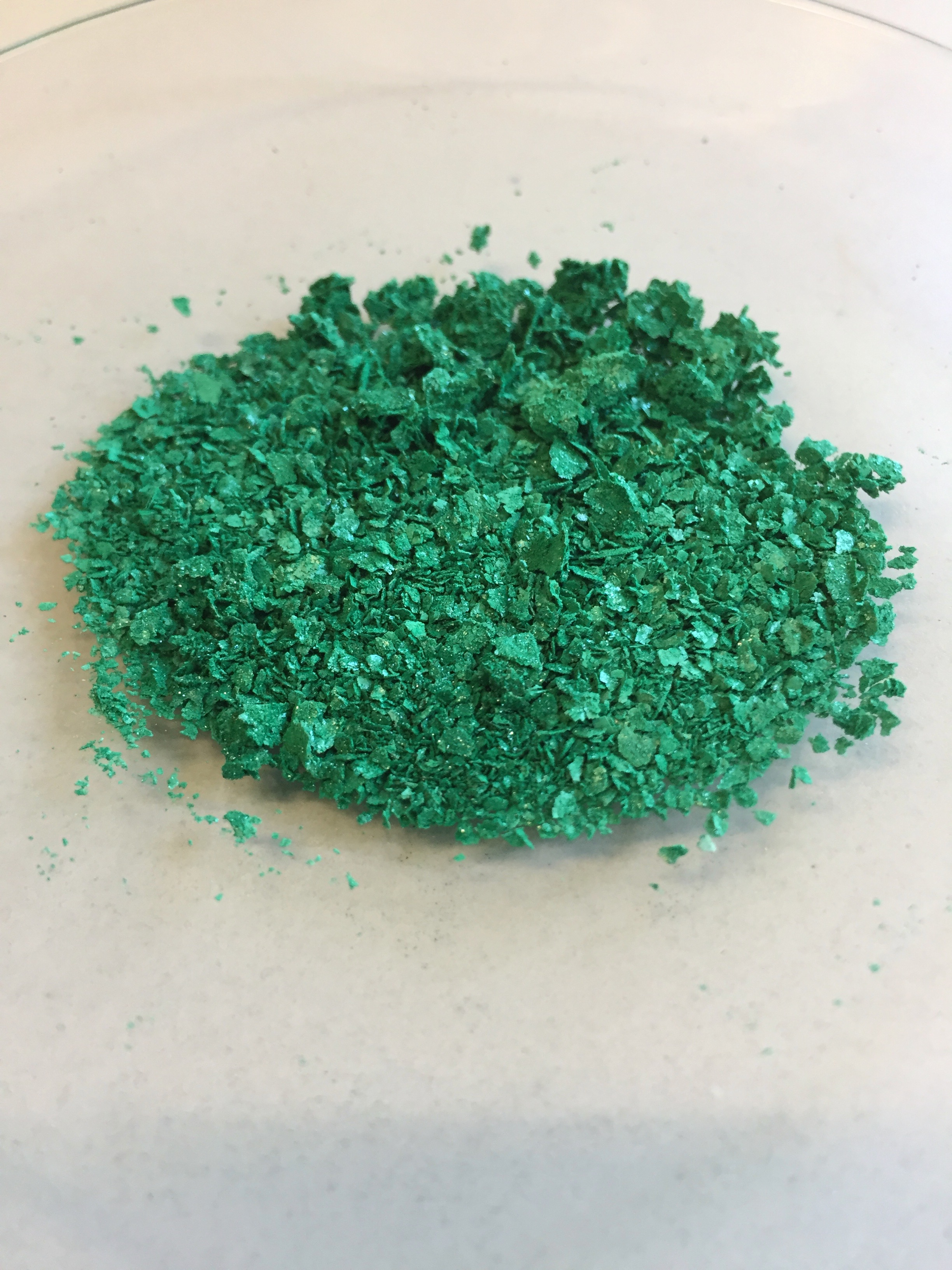
trans-Dichlorobis(ethylendiamin)cobalt(III)-chlorid

trans-Dichlorobis(ethylendiamin)cobalt(III)-chlorid bildet dunkelgrün glänzende Kristalle, die bei Raumtemperatur an der Luft stabil sind. Die grüne trans-Form unterliegt in wässriger Lösung einer Isomerisierung zur cis-Form, die Gleichgewichtskonstante der Reaktion bei 23,0 °C ist:
{\displaystyle K_{c}=\mathrm {\frac {[cis]}{[trans]}} =11{,}60}
Werden die Kristalle bis zum Schmelzen erhitzt, geht der Komplex in ein harzartiges elastisches Material über. Beim Lösen zerfällt der Komplex in diesem Zustand wieder in seine Bestandteile. Das entstehende Cobalt(II)-chlorid erzeugt dabei eine braun bis rötliche Färbung.